# Kościół św. Stefana z Rudna
Kościół św. Stefana z Rudna (słow. Kostol sv. Štefana Kráľa) – zabytkowy, drewniany, rzymskokatolicki kościół znajdujący się w Muzeum Wsi Słowackiej w Martinie na Słowacji.

## Historia
Obiekt jest jedynym zachowanym drewnianym kościołem z regionu Turiec na Słowacji. Został postawiony w Rudnie w latach 1790–1792 na miejscu wcześniejszego, gotyckiego kościoła. W 1974 roku przeniesiono go do Muzeum Wsi Słowackiej w Martinie (słow. Múzeum slovenskej dediny w Martinie), który jest jednym z oddziałów Słowackiego Muzeum Narodowego przy Muzeum Etnograficznym w Martinie.

## Wnętrze kościoła
Kościół jednonawowy, dach kryty gontem. W barokowym ołtarz głównym z 1707 roku, w centralnej części znajdują się trzy późnogotyckie rzeźby: Madonna z Dzieciątkiem, Stefan I Święty oraz św. Mikołaj, powstałe pod koniec XV wieku i pochodzące jeszcze ze starego kościoła. Po prawej i lewej stronie ołtarza znajdują się barokowe figury świętych Piotra i Pawła z końca XVIII wieku.
Na kazalnicy z XVII wieku znajdują się rzeźby ewangelistów. Wewnętrzne ściany kościoła pokryte są malarstwem iluzjonistycznym z elementami architektonicznymi, których autorem jest Liborius Lazar pochodzący z miejscowości Nitrianske Pravno.

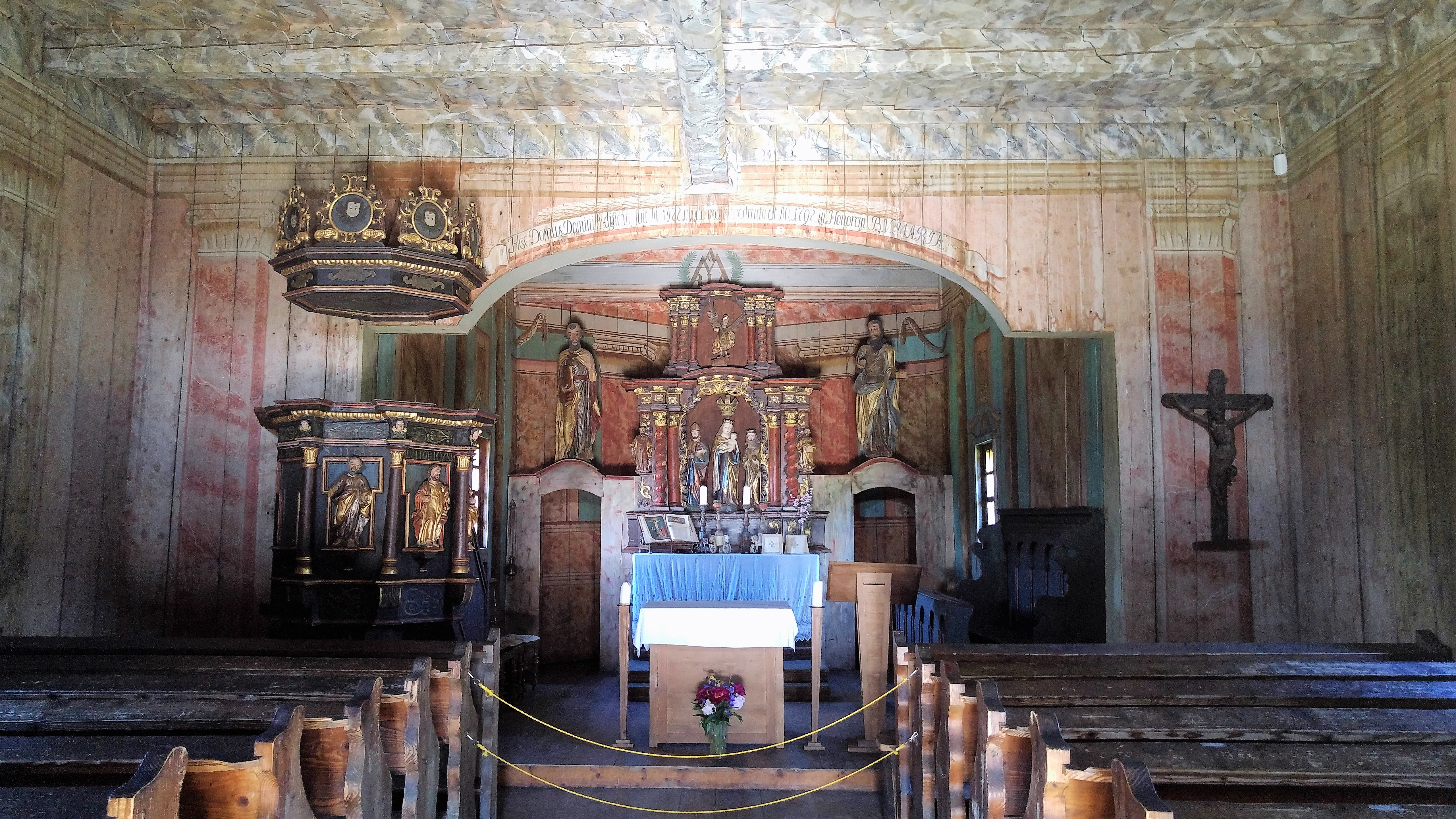
Wnętrze kościoła
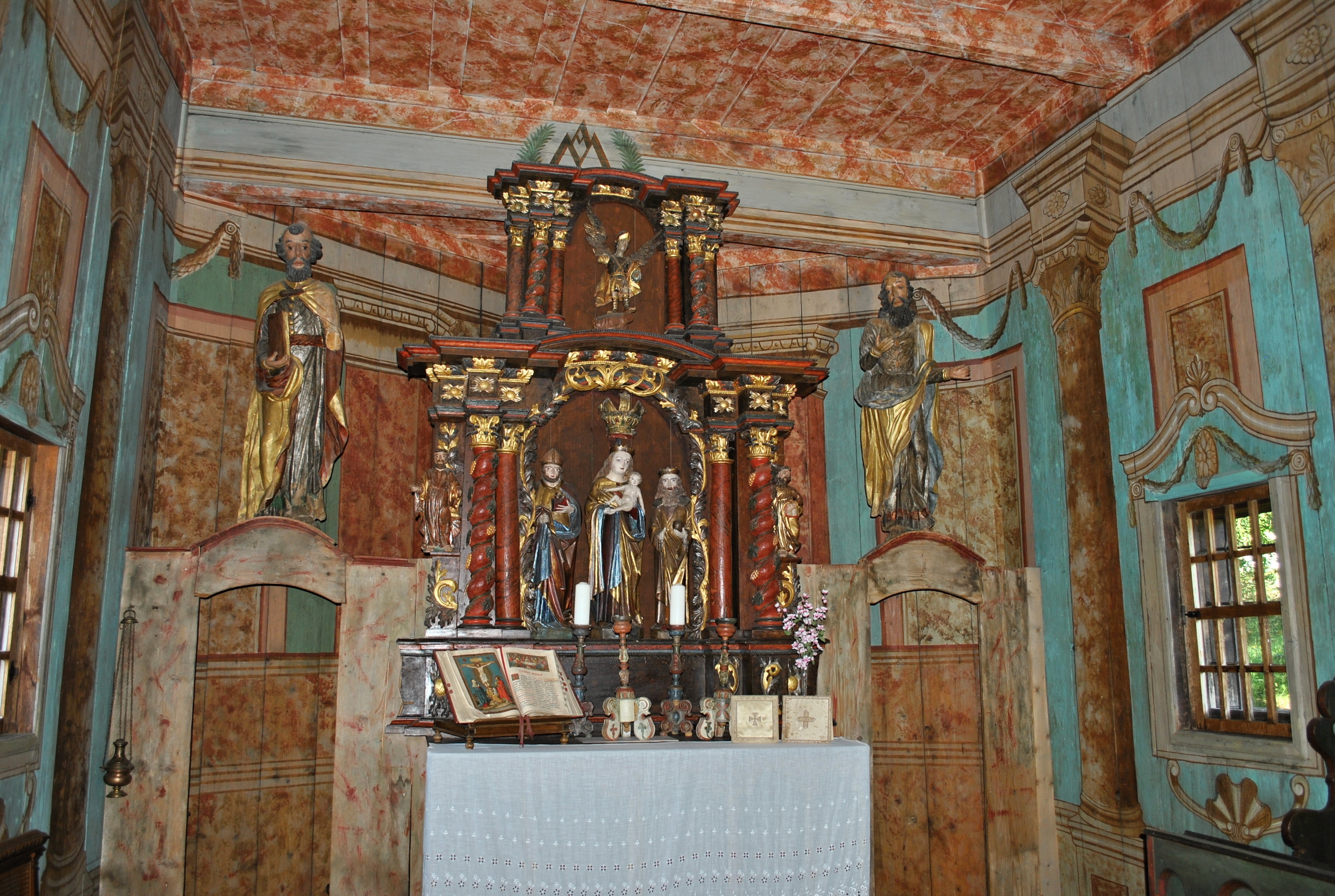
Ołtarz główny